# Eddie Dunn
Eddie Dunn (Brooklyn, 31 marzo 1896 – Hollywood, 5 maggio 1951) è stato un attore statunitense.
Lavorò soprattutto in film comici, a fianco di molti attori come: Charley Chase, Charlie Chaplin, W. C. Fields, Stan Laurel, Oliver Hardy, ecc.
Continuò a recitare fino al 1951, anno in cui morì ad appena 55 anni; è sepolto nell'Hollywood Forever Cemetery di Los Angeles, California.

## Filmografia parziale
- My Own United States, regia di John W. Noble (1918)
- Lavori forzati, regia di James Parrott (1929)
- Un nuovo imbroglio, regia di James Parrott (1930)
- Muraglie, regia di James Parrott (1931)
- Private Detective 62, regia di Michael Curtiz (1933)
- Il regalo di nozze, regia di Charley Rogers (1933)
- Guerra ai ladri, regia di Lloyd French (1933)
- Il grande nemico, regia di Jack Conway (1939)
- Un comodo posto in banca, regia di Edward F. Cline (1940)
- Il grande dittatore, regia di Charlie Chaplin (1940)
- A Stranger in Town, regia di Roy Rowland (1943)
- Il Falco in pericolo (The Falcon in Danger), regia di William Clemens (1943)
- A Fig Leaf for Eve, regia di Don Brodie (1944)
- Sempre nei guai, regia di Sam Taylor (1944)
- Chiamate Nord 777 (Call Northside 777), regia di Henry Hathaway (1948)
- Buckaroo Sheriff of Texas, regia di Philip Ford (1951)